# Mieczysław Miś
Mieczysław Miś, ps. „Miecz” (ur. 1 stycznia 1895 w Skawinie, zm. 6 lipca 1916 pod Optową) – podporucznik piechoty Legionów Polskich, działacz niepodległościowy, kawaler Orderu Virtuti Militari.

## Życiorys
Urodził się 1 stycznia 1895 Skawinie, w ówczesnym powiecie wielickim Królestwa Galicji i Lodomerii, w rodzinie Wincentego, nauczyciela i Agnieszki z Czopkiewiczów. Był bratem Bolesława (1888–1940) i Tadeusza (ur. 1892), legionistów. Uczęszczał do szkoły powszechnej w rodzinnej miejscowości, a następnie do Gimnazjum św. Anny w Krakowie. Należał do organizacji skautingowych, a od stycznia 1913 był członkiem Związku Strzeleckiego.
4 sierpnia 1914 wstąpił do oddziałów strzeleckich, a potem do Legionów Polskich, w których początkowo służył w 11. kompanii III batalionu 3 pułku piechoty. W randze sierżanta odbył kampanię karpacką i bukowińska. 21 marca 1915 w macierzystym gimnazjum zdał maturę wojenną. W kwietniu 1915 został przeniesiony na stanowisko dowódcy plutonu w 11 kompanii 4 pułku piechoty. Następnie objął czasowe dowodzenie nad 12 kompanią w III batalionie 4 pułku piechoty. 15 lipca 1915 został mianowany podporucznikiem, po czym objął obowiązki adiutanta III baonu. Wziął udział w bitwie pod Kostiuchnówką, podczas której zginął w dniu 6 lipca 1916 w okolicach Optowej. Wówczas to, dowodząc kompanią, do ostatniej chwili bronił okopów przed Rosjanami. Następnie osobiście poprowadził kontratak, w trakcie którego poległ. Za ten czyn został pośmiertnie odznaczony Krzyżem Srebrnym Orderu Virtuti Militari. 
Mieczysław Miś nie zdążył założyć rodziny.

## Ordery i odznaczenia
- Krzyż Srebrny Orderu Virtuti Militari nr 6245 – pośmiertnie 17 maja 1922[7][8][9]
- Krzyż Niepodległości – pośmiertnie 12 maja 1931 „za pracę w dziele odzyskania niepodległości”[10][1][11]
- Krzyż Walecznych – dwukrotnie
- Srebrny Medal Waleczności 2 klasy